# Pechipogo
Pechipogo  (лат.) — палеарктический род чешуекрылых из подсемейства совок-пядениц.

## Описание
Щупики самцов короткие, направлены вперёд. Усики самцов не утолщенные, гребенчатые. Крылья тёмные коричнево-серые. На передних крыльях имеется треугольная дополнительная ячейка. Передняя лапка самцов из трёх члеников. Гусеницы встречаются в листовом опаде дуба, березы, ольхи, бука и других лиственных деревьев.

## Систематика
В составе рода:
- Pechipogo plumigeralis Hubner, 1825[2]
- Pechipogo simplicicornis (Zerny, 1935)[3]
- Pechipogo saldaitis Hacker, Hoppe, Lehmann & Stadie, 2011[4]
- Pechipogo strigilata Linnaeus, 1758[1][3]